# Rodrigo
Rodrigo  è un nome proprio di persona italiano maschile.

## Varianti
- Maschili: Roderigo[3], Roderico[1][3], Ruderico[1], Rodorico[1]
  - Ipocoristici: Rodri
- Femminili: Rodriga[3], Roderica[3], Roderiga[3]

### Varianti in altre lingue
- Arabo: لذريق (Ludhriq)
- Catalano: Roderic[2]
- Francese: Rodrigue[2]
- Galiziano: Rodrigo[2]
  - Ipocoristici: Roi[2]
- Gallese: Roderick[2], Rhydderch[2]
- Germanico: Hroderich[2]
- Inglese: Roderick[2]
  - Ipocoristici: Rod[2], Roddy[2]
- Irlandese: Ruarc[2]
- Islandese: Rúrik
- Latino: Rodericus, Rudericus[1]
- Norreno: Hrœrekr[2]
- Portoghese: Rodrigo[2]
  - Ipocoristici: Ruy[2], Rui[2]
- Russo: Рюрик (Rjurik)[2]
  - Ipocoristici: Roddy[2]
  - Femminili: Rodina[2]
- Spagnolo: Rodrigo[2][4]
  - Ipocoristici: Ruy[2]

## Origine e diffusione
Deriva dal nome germanico Hroderich, composto dalle radici hrod (o hroth, "fama", "gloria") e ric (o rich, rikja, "potente", "potere", "ricco"); il significato può essere interpretato come "famoso potere", "potente di gloria" o  "signore potente". Il primo elemento si ritrova anche in Rosalinda, Roswitha, Rosendo, Rolando e Roberto, mentre il secondo, comunissimo nei nomi di origine germanica, si riscontra ad esempio in Enrico, Odorico, Ulrico, Teodorico e via dicendo),
Il nome germanico aveva anche alcune forme imparentate, una delle quali, il norreno Hrœrekr, derivano sia la forma russa Рюрик (Rurik) che la irlandese Ruarc (che però potrebbe basarsi anche direttamente sul termine ruarc, "tempesta"). Va notato inoltre che, in Galles, il nome Rhydderch viene a volte considerato un derivato di Rodrigo, e anche l'irlandese Ruaidhrí viene talvolta correlato a questo nome. Il nome Broderick è tratto da un cognome a sua volta derivante da Roderick.
Attestato nella forma latinizzata Rodericus dal IX secolo, in Italia si è affermato a partire dal Rinascimento sul modello dello spagnolo Rodrigo; è diffuso in tutta la penisola, anche se le varianti sono limitate al Nord. In Inghilterra venne introdotto sia da coloni scandinavi che dai Normanni, sparendo dopo il Medioevo, per essere poi riportato in voga dall'opera di Walter Scott del 1811 The Vision of Don Roderick.

## Onomastico
L'onomastico ricorre il 13 marzo in onore di san Rodrigo, uno dei martiri di Cordova, ucciso nell'857 sotto i Mori, oppure il 28 ottobre, in ricordo di san Rodrigo Aguilar Aleman, martire in Messico.

## Persone

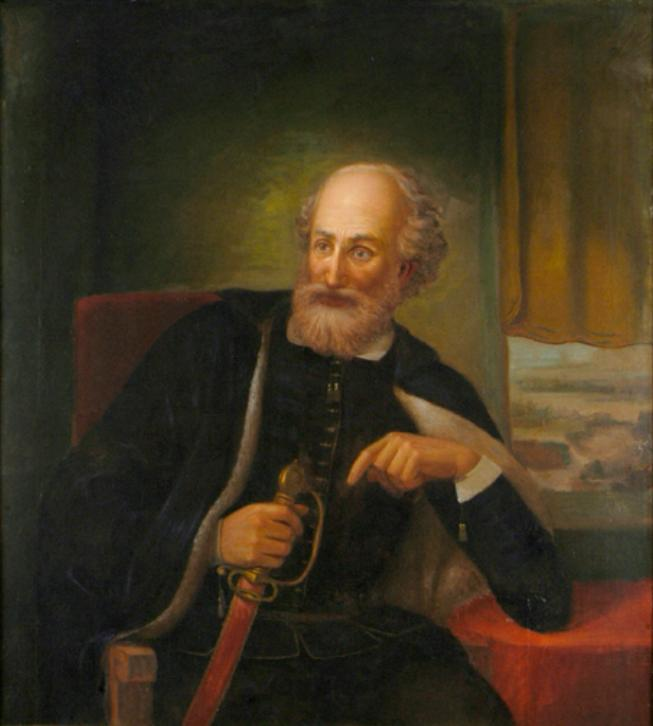
Rodrigo de Quiroga

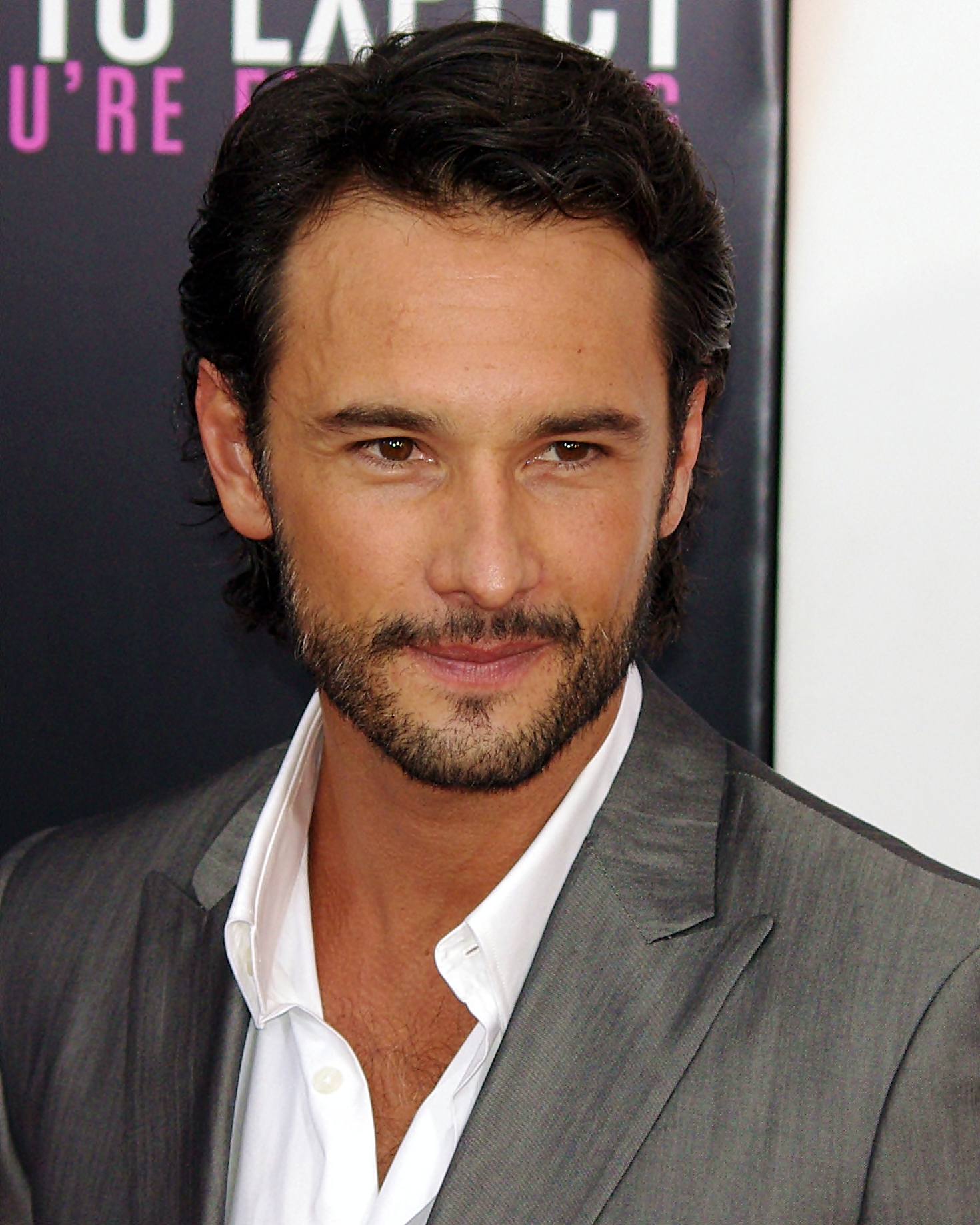
Rodrigo Santoro

- Rodrigo d'Aragona, duca di Bisceglie
- Rodrigo di Castiglia, conte di Castiglia
- Rodrigo Borgia, divenuto papa col nome di Alessandro VI
- Rodrigo Cortés, regista, sceneggiatore, montatore, produttore e attore spagnolo
- Rodrigo de Bastidas, esploratore spagnolo
- Rodrigo de Castro Osorio, cardinale spagnolo
- Rodrigo de Jerez, esploratore e conquistador spagnolo
- Rodrigo de la Serna, attore argentino
- Rodrigo de Quiroga, generale e conquistador spagnolo
- Rodrigo de Triana, marinaio spagnolo
- Rodrigo Díaz, vero nome di El Cid, nobile e guerriero castigliano, signore di Valencia
- Rodrigo Díaz de Vivar, militare spagnolo
- Rodrigo Duterte, politico filippino
- Rodrigo García, regista, sceneggiatore, direttore della fotografia e produttore cinematografico colombiano
- Rodrigo Jiménez de Rada, vescovo cattolico spagnolo
- Rodrigo Moreno Machado, calciatore brasiliano naturalizzato spagnolo
- Rodrigo Pacheco, inquisitore spagnolo
- Rodrigo Palacio, calciatore argentino
- Rodrigo Santoro, attore brasiliano
- Rodrigo Taddei, calciatore brasiliano
- Rodrigo Valdéz, pugile colombiano

### Variante Roderick

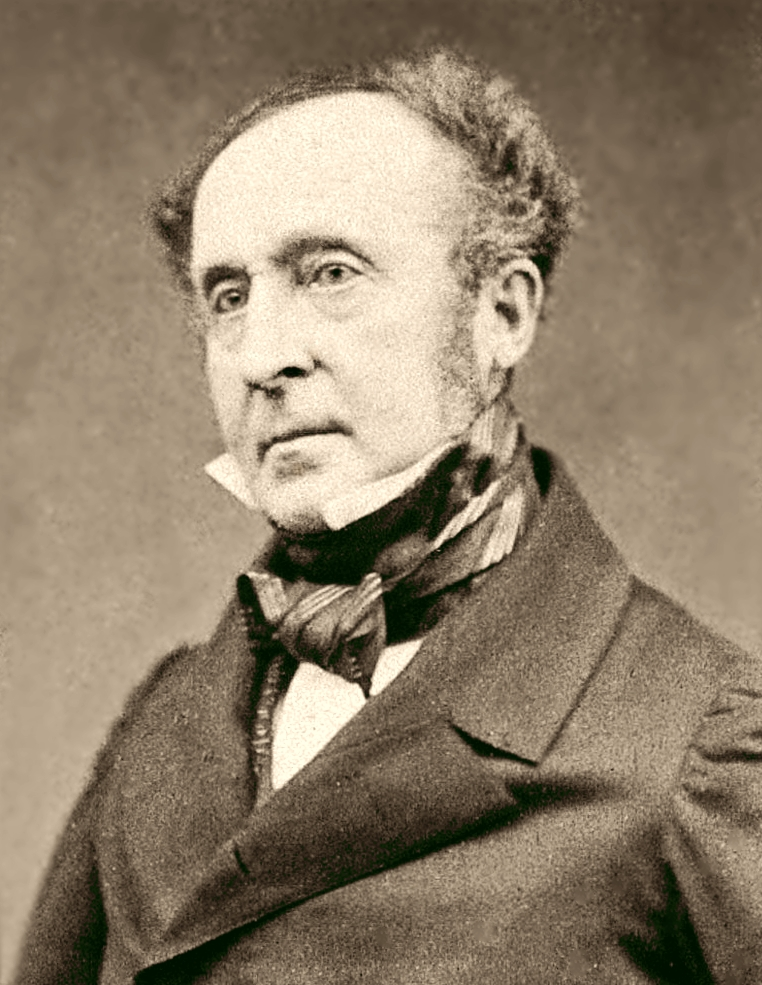
Roderick Impey Murchison

- Roderick Blakney, cestista statunitense naturalizzato bulgaro
- Roderick Briffa, calciatore maltese
- Roderick Buchanan, artista scozzese
- Roderick Impey Murchison, geologo e paleontologo scozzese
- Roderick Lampe, calciatore olandese
- Roderick McDonald, cestista statunitense
- Roderick Mackenzie, sociologo canadese
- Roderick MacKinnon, biochimico e medico statunitense
- Roderick McKenzie, sociologo statunitense
- Roderick McMahon, promoter di pro wrestling e boxe statunitense
- Roderick Miller, calciatore panamense
- Roderick Miranda, calciatore portoghese
- Roderick Riley, cestista statunitense
- Roderick Thorp, scrittore statunitense
- Roderick Vonhögen, presbitero olandese
- Roderick Wilmont, cestista statunitense

### Altre varianti
- Roderico, re dei Visigoti
- Rurik, capo variago
- Rodrigue Beaubois, cestista francese
- Rodrigue Boisfer, calciatore francese
- Rúrik Gíslason, calciatore islandese
- Roderic Noble, attore britannico

## Il nome nelle arti
- Rodrigo è un personaggio della serie manga e anime Hungry Heart.
- Don Rodrigo è un personaggio del romanzo di Alessandro Manzoni I promessi sposi.
- Roderich Edelstein è un personaggio della serie manga e anime Hetalia Axis Powers.
- Rodrick Heffley è uno dei protagonisti della saga di libri e film Diario di una schiappa.

## Curiosità
- Dal prenome Rodrigo deriva il cognome Rodríguez, uno dei più diffusi nei paesi di lingua spagnola.